# Jimmy D'Aquisto
James L. D'Aquisto (Brooklyn, 9 novembre 1935 – California, 18 aprile 1995) è stato un liutaio statunitense famoso per le sue chitarre Archtop realizzate a mano.
Lo chiamavano Jimmy ed è stato anche un chitarrista jazz prima di intraprendere la strada della liuteria. Viene discutibilmente definito il miglior liutaio chitarristico del mondo. È stato l'apprendista e il successore di John D'Angelico.

## Biografia

### L'infanzia e l'adolescenza
James D'Aquisto nacque il 9 novembre del 1935 a Brooklyn. Suo nonno immigrò nei primi anni del 1900 da Palermo e faceva il sarto. Suo padre Vincenzo era un esperto fonditore e sua madre Maria era un'artigiana qualificata. All'età di quattro anni Jimmy dimostrò di avere dimestichezza nell'usare le mani. La sua infanzia fu avvolta nella musica. Il suono del violino, del mandolino, della chitarra, del piano e delle canzoni tipiche italiane segnarono molto la vita di Jimmy. Crescendo venne attirato dal jazz: si avvicinò sempre più alla chitarra e cominciò a prendere lezioni dal chitarrista Anthony Antone. A 17 anni arrivò a suonare nei Night Club di New York.

### L'inizio del liutaio
Nel 1953, parlando tra musicisti, si diceva che il miglior suono jazz chitarristico veniva dalle chitarre D'Angelico. Allora Jimmy visitò la bottega di John D'Angelico. Questi gli offrì una chitarra da suonare e Jimmy rimase così colpito dal suono della chitarra che volle diventare un liutaio.
Jimmy dimostrò abilità e passione, tanto che John lo assunse come apprendista per 35$ alla settimana. Jimmy cominciò sbrigando semplici commissioni come pulire i vetri e spazzare per terra. Al venerdì sistemava il negozio in modo che al lunedì si riaprisse in ordine. Intanto imparava con grande rispetto dal suo maestro, il quale lo sosteneva ed era sempre pronto a trovare nuovi metodi e tecniche per costruire le chitarre.

### L'affermazione
Nel 1959 D'Aquisto acquistò più responsabilità nella creazione delle chitarre. In quell'anno l'edificio che ospitava il negozio venne detto inagibile e costrinse la chiusura del negozio. Jimmy ritornò a suonare a tempo pieno fino a quando riuscirono a spostare tutte le attrezzature nell'edificio dall'altra parte della strada e riaprire il negozio. Jimmy era rimasto solo ad aiutare John che si stava ammalando sempre più. 
Nel 1º settembre 1964 John D'Angelico morì per un'insufficienza cardiaca all'età di 59 anni. James era distrutto sia mentalmente, sia professionalmente. La famiglia D'Angelico offrì a James il negozio per 3000$ e lui lo acquistò chiedendo un prestito ad un avvocato.

### Nuove sfide
Dopo nove mesi di completamento delle chitarre del maestro, iniziò a creare una nuova linea che portava il suo nome: la D'Aquisto Guitars. James si trovò ad affrontare diverse sfide. Nel 1965 il suo negozio fu svaligiato e vennero rubati tutti i suoi nuovi strumenti. Nel 1966 divenne l'unico proprietario della D'Aquisto Guitars. Con l'aiuto della sua famiglia comprò nuovi macchinari e utensili che D'Angelico aveva usato e studiato per creare strumenti con finiture migliori. Nel 1967 vennero create solo una dozzina di strumenti, ma il mondo iniziava a crescere e il nome del marchio guadagnava sempre più rispetto e popolarità tra i chitarristi. Questo fece incrementare il numero di ordini a Jimmy. Il negozio fu spostato in Farmingdale, Long Island, e successivamente a Greenport, Long Island dove ebbe il “momento d'oro” della sua produzione. In questo momento le sue chitarre erano definite senza pari. Sempre dedito alla sua famiglia, si spostava cercando un ambiente adatto anche per aiutare l'inserimento dei suoi figli.

### La morte
James soffriva di epilessia e questo sintomo diventava sempre più serio con l'avanzare del tempo. Durante la visita alla Fender in California patì di un attacco epilettico che gli fu fatale. Morì il 18 aprile 1995. Aveva 59 anni, gli stessi che aveva il suo maestro.

### Riconoscimenti
Nel 2006 James L. D'Aquisto è stato incluso nella Long Island Music Hall of Fame. I suoi attrezzi e il banco di lavoro (Lasciati da D'Angelico) sono in mostra al National Music Museum.
D'Aquisto ha registrato sul suo libro 371 chitarre tra il 1965 e il 1995. Le sue chitarre originali sono veri pezzi da collezione e si aggirano intorno ai 400.000$.

## Curiosità
- Il nome D'Aquisto venne usato da marche chitarristiche come Fender (D'Aquisto Elite e D'Aquisto Ultra) e l'Hagstrom Jimmy.
- Le chitarre D'Aquisto sono state studiate e riprodotte dalla Aria Guitars[3] e sono tutt'oggi in commercio.

## Le chitarre
Dopo la morte di D'Angelico, D'Aquisto iniziò a creare le chitarre sotto il suo nome. Inizialmente seguivano la linea del maestro ma dal '67 iniziò a sperimentare forme diverse. Creò solo tre mandolini perché lavorava principalmente su ordinazione e i chitarristi suonavano prevalentemente le sue chitarre. Jimmy costruiva i strumenti possibilmente senza amplificazione per non rovinare l'acustica del suo creato. I modelli principali Archtop da lui creati sono:
- New Yorker, con buche ad f e corpo da 17 pollici;
- Jazz Line, con buche ad f e corpo da 16 pollici;
- Centura, con buche particolari e corpo da 17 pollici;
- Solo, con buche particolari e corpo da 17 pollici;
- Avant Garde, con buche particolari e corpo da 17 pollici;
- Tear Drop, evoluzione della centura con corpo da 17 pollici.